# Петра Майдич
Петра Майдич (словен. Petra Majdič, 22 лютого 1979) — словенська лижниця, олімпійська призерка.

## Життєпис
Петра Майдич виступала на міжнародних змаганнях з лижних перегонів з 1999. Вона спеціалізувалася в основному на спринтерських гонках. Із 20 перемог на етапах Кубка світу, 16 було здобуто у спринті. Однак, в її активі є також перемога на марафонській дистанції 30 км класичним стилем у Тронгеймі.
Майдич вигравала спринтерський залік Кубку світу в сезонах 2007/2008, 2008/2009 та 2010/2011.
На Олімпіаді у Ванкувері Майдич упала з триметрового моста в потічок. Через недогляд організаторів, на містку не було поручнів, і Петра під час тренувань перед гонкою саме на тому мосту налетіла на камінь, зламала лижу, підсковзнулася, і гепнула вниз. Як наслідок вона зламала собі 5 ребер і пошкодила пневмоторакс. Її кваліфакційний забіг перенесли на 20 хв. Після нього спортсменку забрали у госпіталь і зробили рентген. Вона повернулася і, незважаючи на біль, зуміла виграти чвертьфінал, у фінал вона потрапила за найкращим часом серед тих, хто не пробився прямо, а в фіналі зуміла здобути третє місце. Перед змаганнями вона вважалася фавориткою, але, зважаючи на травму, бронзова медаль розцінюється як великий успіх, за словами самої спортсменки «золота медаль із діамантом». Разом із Жоанні Рошетт вона була нагороджена «Відзнакою Террі Фокса», яка вручалася на Іграх у Ванкувері спортсменам, що вразили світ відвагою, скромністю і надзвичайними атлетичними подвигами.
Петра Майдич визнавалася спортсменкою року в Словенії у 2006, 2007 та 2009 роках.
У кінці сезону 2010/2011 Майдич оголосила про завершення спортивної кар'єри.

## Виноски
1. ↑  Архівована копія. Архів оригіналу за 11 серпня 2011. Процитовано 29 квітня 2010.{{cite web}}:  Обслуговування CS1: Сторінки з текстом «archived copy» як значення параметру title (посилання)